# Lepidorhynchus denticulatus
Lepidorhynchus denticulatus és una espècie de peix de la família dels macrúrids i de l'ordre dels gadiformes.

## Morfologia
- Els mascles poden assolir 55 cm de llargària total.[2][3]

## Depredadors
A Austràlia és depredat per Cyttus traversi, Macruronus novaezelandiae, Helicolenus percoides i Hoplostethus atlanticus, mentre que a Nova Zelanda forma part de la dieta de Micromesistius australis i Genypterus blacodes.

## Hàbitat
És un peix d'aigües profundes que viu entre 180-1000 m de fondària, tot i que, normalment, ho fa entre 270-450.

## Distribució geogràfica
Es troba al sud d'Austràlia i a Nova Zelanda.